# Richard Börnstein

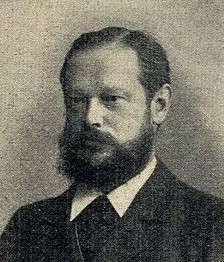
Richard Börnstein (1906)

Richard Leopold Börnstein (* 9. Januar 1852 in Königsberg; † 13. Mai 1913 in Berlin-Wilmersdorf) war ein deutscher Physiker und Meteorologe.

## Leben
Der Sohn des Kaufmanns Levin Börnstein besuchte das altstädtische Gymnasium in Königsberg und studierte anschließend die Naturwissenschaften in Heidelberg bei Gustav Kirchhoff, Robert Bunsen und Leo Königsberger. Als 18-Jähriger nahm er am Deutsch-Französischen Krieg teil und erkrankte vor Metz an Typhus. Anschließend setzte er seine Studien in Göttingen bei Wilhelm Weber und Felix Klein fort und promovierte dort bereits im Alter von 20 Jahren. Börnstein kehrte nun nach Königsberg zurück und arbeitete an der Universität einige Jahre bei Franz Neumann, später bei Gustav Wiedemann an der Universität Leipzig. Ab 1875 war er Assistent von Georg Hermann Quincke in Heidelberg, wo er sich 1877 habilitierte. Seine Dissertationsschrift trug den Titel Der Einfluss des Lichtes auf den elektrischen Leitungswiderstand an Metallen. 1878 folgte er einem Ruf an die Landwirtschaftliche Akademie in Proskau, die 1881 als Königlich Landwirtschaftliche Hochschule nach Berlin umzog. In Nachfolge von Nathan Zuntz war Börnstein von 1908 bis 1910 Rektor dieser Einrichtung.

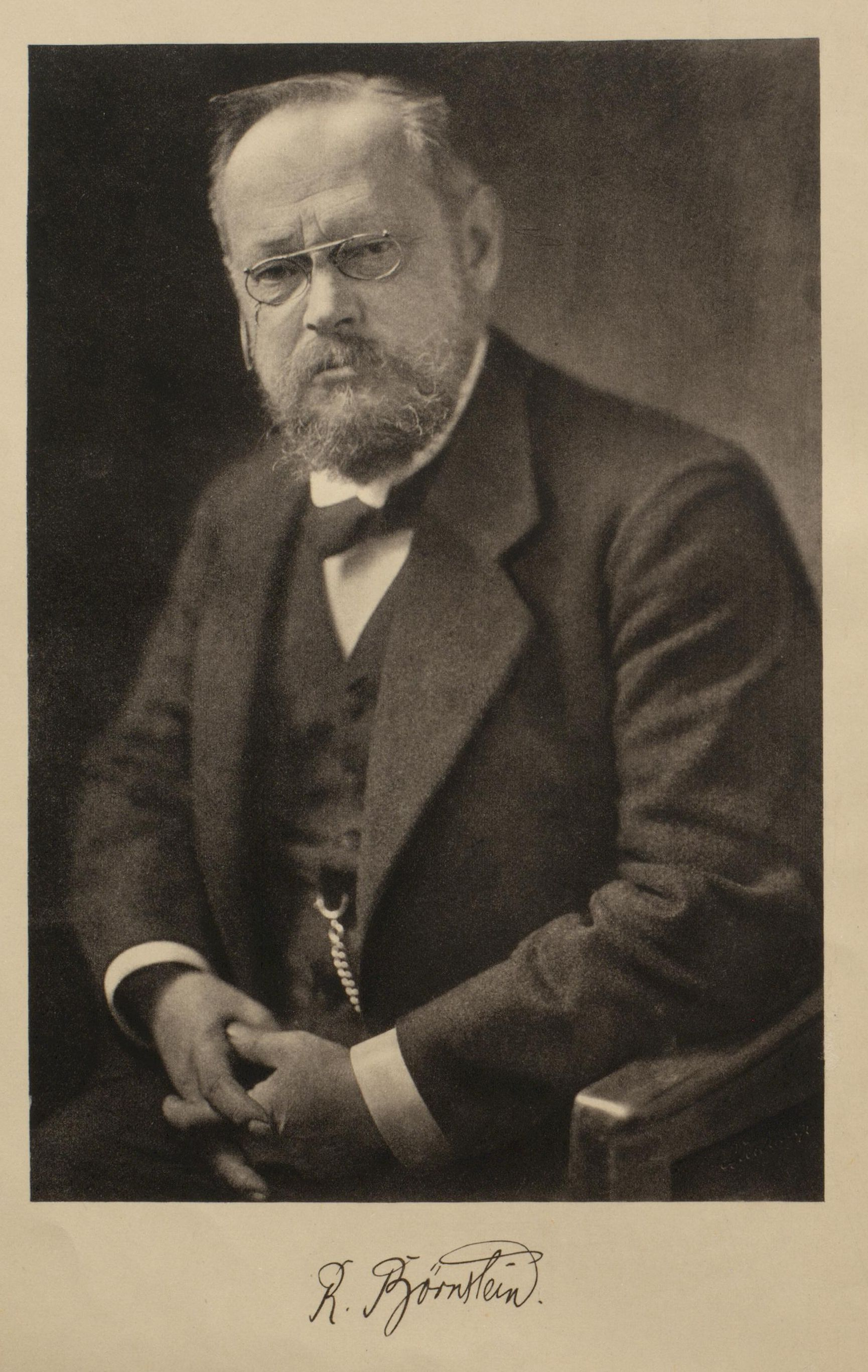
Richard Börnstein

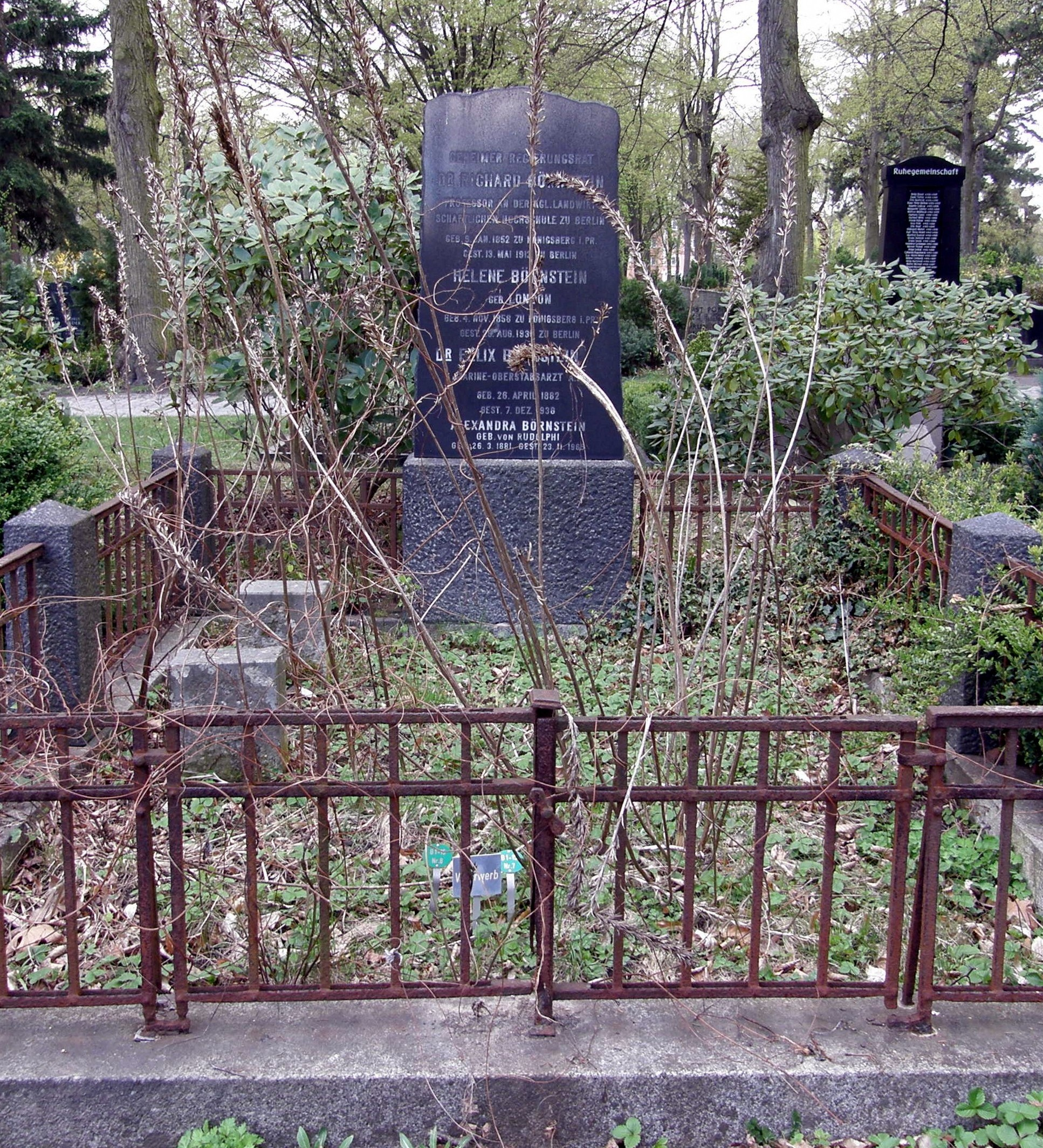
Börnsteins Grab auf dem Friedhof Wilmersdorf

Börnsteins Hauptinteresse galt der Meteorologie, was gut zu seiner Lehrtätigkeit vor Landwirten passte. Er richtete an der Hochschule eine meteorologische Station ein und erfand bzw. verbesserte einige Messgeräte. Seine theoretischen Untersuchungen behandelten den Einfluss des Mondes auf den Luftdruck und die klimatischen Verhältnisse Berlins. Er setzte sich frühzeitig für die Einrichtung eines Wetterdienstes ein. 1884 gründete er das Berliner Wetterbüro, das die Wetterdepeschen der Deutschen Seewarte Hamburg täglich zu einer lokalen Vorhersage aufbereitete, die bereits in den Berliner Abendzeitungen abgedruckt wurde. Börnstein beteiligte sich in den 90er Jahren aktiv an den vom Deutschen Verein zur Förderung der Luftschiffahrt zu Berlin durchgeführten Berliner wissenschaftlichen Luftfahrten. Er nahm an fünf Freiballonfahrten teil, um luftelektrische Beobachtungen anzustellen. Er stellte entgegen früheren Beobachtungen österreichischer Physiker fest, dass die Intensität des elektrischen Feldes der Erde mit zunehmender Höhe wie erwartet abnimmt.
Börnsteins Name ist bis heute bekannt durch die gemeinsam mit Hans Landolt herausgegebenen physikalisch-chemischen Tabellen. Seit Erscheinen der ersten Auflage 1883 ist der Landolt-Börnstein ein unentbehrliches Hilfswerk in vielen Laboratorien weltweit. 2008 umfasste das gedruckte Werk bereits über 350 Bände, wobei jährlich ca. 16 Bände hinzukommen.
Börnstein war seit 1879 mit Helene London verheiratet. Sie hatten drei Söhne und eine Tochter. Börnsteins jüngerer Bruder Ernst (1854–1932) war seit 1920 Chemieprofessor an der Technischen Hochschule Berlin.
Richard Börnsteins Grab befindet sich auf dem Friedhof Wilmersdorf.

## Schriften (Auswahl)
- Alfred Clebsch. (Nachruf) In: Neue Preußische Provinzial-Blätter, 4. Folge, Band 9 (1872), S. 653–655. (eingeschränkte Vorschau auf Google Bücher)
- Regen oder Sonnenschein? Gemeinverständlicher Leitfaden der Wetterkunde nach dem heutigen Stande der Wissenschaft. Paul Parey, Berlin 1882.
- (mit Hans Heinrich Landolt): Physikalisch-chemische Tabellen. Julius Springer, Berlin 1883. (so genannter Landolt-Börnstein)
- Leitfaden der Wetterkunde. Friedr. Vieweg & Sohn, Braunschweig 1901. (online als PDF; 17,6 MB)
- Die Lehre von der Wärme. B. G. Teubner, Leipzig 1907.

## Einzelnachweis
1. ↑  StA Wilmersdorf, Sterbeurkunde Nr. 419/1913

| Personendaten    | Personendaten                                   |
| ---------------- | ----------------------------------------------- |
| NAME             | Börnstein, Richard                              |
| ALTERNATIVNAMEN  | Börnstein, Richard Leopold (vollständiger Name) |
| KURZBESCHREIBUNG | deutscher Physiker und Meteorologe              |
| GEBURTSDATUM     | 9. Januar 1852                                  |
| GEBURTSORT       | Königsberg                                      |
| STERBEDATUM      | 13. Mai 1913                                    |
| STERBEORT        | Berlin-Wilmersdorf                              |